# Инсбрук
Ѝнсбрук (на немски: Innsbruck) е град в Западна Австрия и център на провинция Тирол. Населението му е 119 584 души към 1 април 2009 г. Разположен е в долината на река Ин в Алпите и е известен център за зимни спортове. Градът е домакин на зимните олимпийски игри през 1964 и 1976 година.

## Личности

### Родени в Инсбрук
- Герхард Бергер (р. 1959) – автомобилен състезател
- Барбара Шет (р. 1976) – тенисистка

### Починали в Инсбрук
- Якоб Хутер (?-1536) – проповедник

### Свързани с Инсбрук
- Явор Константинов (р. 1972) – български поет, завършва немска филология през 90-те години на 20 век
- Юлиан Стаматов (р. 1963) – български тенисист, живеещ в града

## Спорт
В Инсбрук на два пъти са провеждани зимни олимпийски игри. Първо през 1964, а след това през 1976, когато жителите на американския щат Колорадо гласуват срещу облигационен заем за финансиране на игрите в град Денвър.
През 2012 г. Инсбрук е домакин на първите зимни младежки олимпийски игри.
В града има футболен отбор, който е играл в Австрийската Бундеслига и в Австрийската първа лига. Неговото име е ФК Вакер (Инсбрук).

## Побратимявания
Инсбрук е побратимен или със силни взаимоотношения с:
- Фрайбург, Германия, от 1963
- Гренобъл, Франция, от 1963
- Сараево, Босна и Херцеговина, от 1980
- Олбор, Дания, от 1982
- Тбилиси, Грузия, от 1982
- Сеговия, Испания, от 1991
- Ню Орлиънс, САЩ, от 1995
- Краков, Полша, от 1998